# Centre de stockage de la Manche
Pour les articles homonymes, voir CSM.

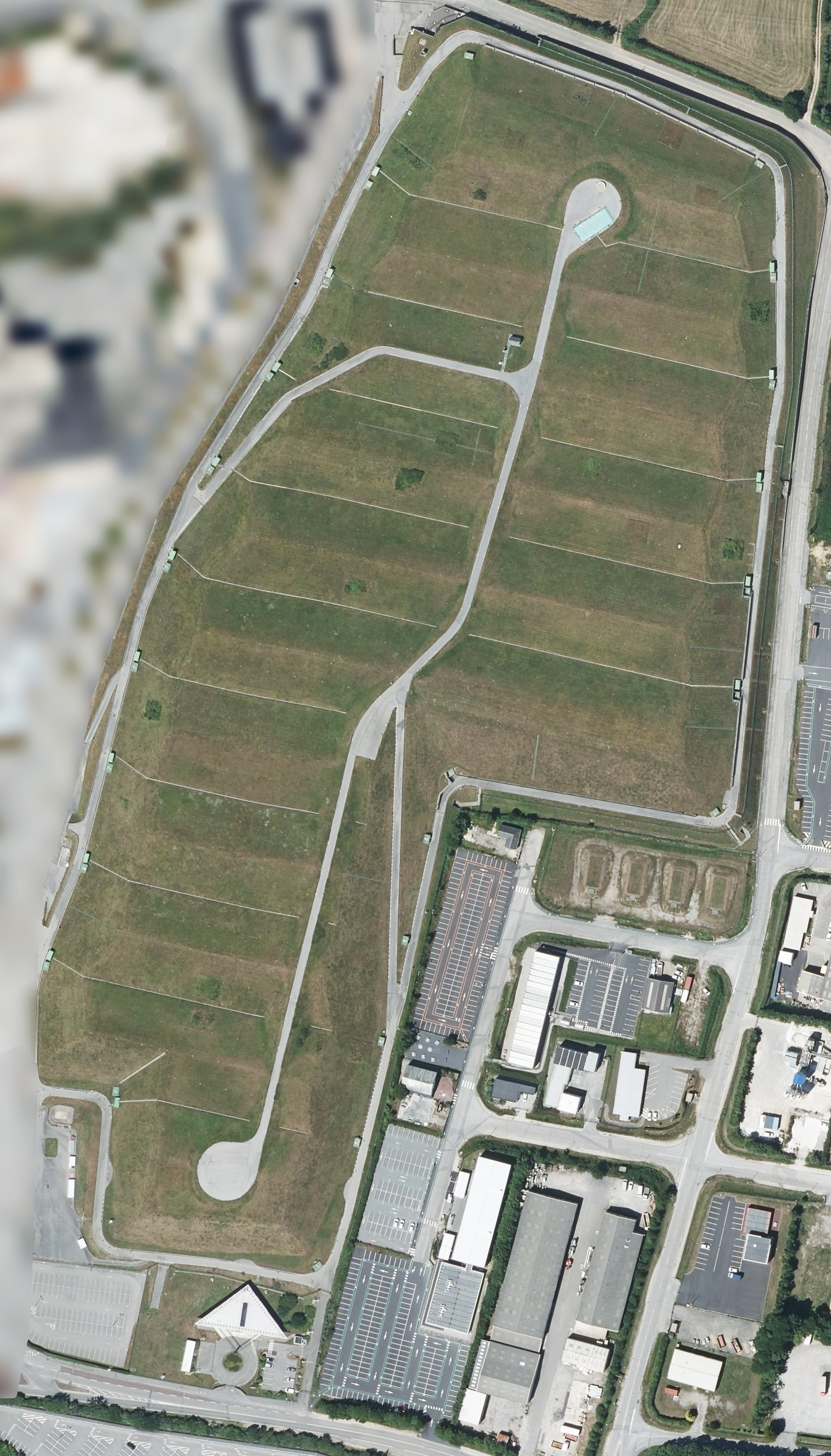
Vue aérienne du centre de stockage de la Manche. À l'extrémité sud, le bâtiment de réception et d'administration. À l'ouest, l'usine de retraitement de la Hague (floutée).

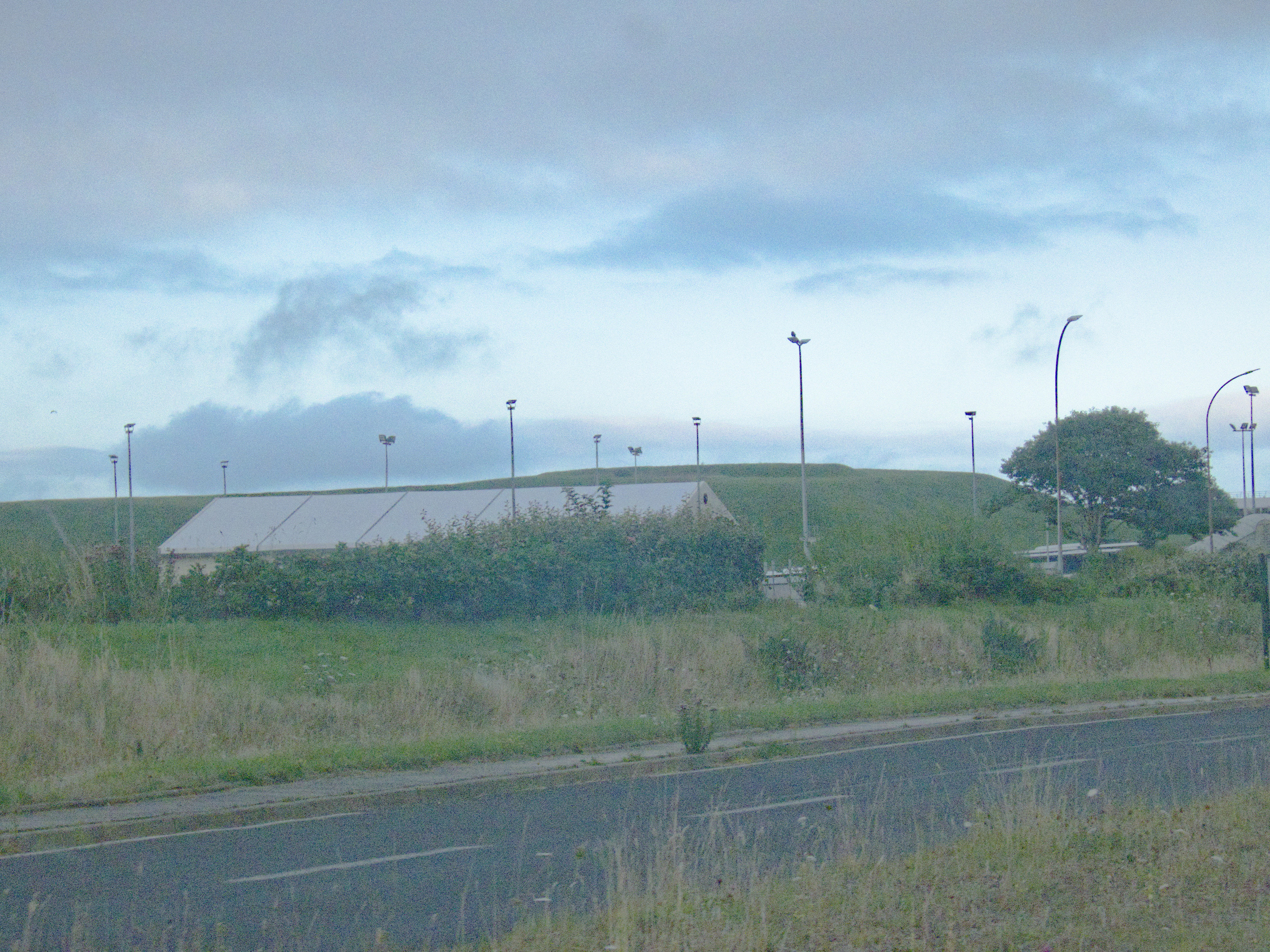
Les déchets sont stockés dans des colis sous une couverture imperméable elle-même recouverte d'une terre herbeuse

Le centre de stockage de la Manche (CSM) est le plus ancien centre français de stockage de déchets radioactifs. Il est situé sur la commune de La Hague (plus précisément commune associée de Digulleville), en bordure de l'usine de retraitement de la Hague. 
Le CSM a été créé en 1969, puis il a reçu des colis de déchets jusqu'à arriver à saturation en 1994. D'après l'inventaire de l'ANDRA, les déchets stockés comprennent environ 1 469 265 colis, correspondant à 527 225 m3, issus en grande partie de la production électronucléaire (centrales nucléaires et installations de l'amont et de l'aval du cycle du combustible nucléaire).

## Historique
En 1967, le Commissariat à l'énergie atomique crée la société Infratome, société privée filiale des Mines de potasse d'Alsace. Après avoir pensé aux dunes de Biville, propriété de l'armée, la décision est prise d'installer le centre à l'est de l'usine de retraitement de la Hague, dans une zone humide appelé le « Haut Marais ». Aujourd'hui, une zone humide ne serait plus choisie pour abriter un centre de stockage ,.
Les élus locaux refusent de voir gérer le centre par un exploitant privé. Le CEA assure donc la maîtrise des installations de stockage jusqu'en 1991, date à laquelle l'Agence nationale pour la gestion des déchets radioactifs (ANDRA), qui était une entité du CEA depuis 1979, prend le centre en charge en tant qu'établissement public indépendant (créé par la loi du 30 décembre 1991).
Les premiers déchets accueillis en 1969 sont les déchets hospitaliers, en particulier le radium utilisé pour le traitement du cancer. Le stockage est d'abord en tranchées ordinaires, en pleine terre, puis est adopté le stockage de surface plus sûr et exploitable (des blocs de béton sont coulés autour des fûts, puis on les recouvre d'un film plastique et terre). On appelle le résultat de stockage de surface un tumulus. 
En 1976 se produit un  accident qui provoque une pollution des eaux souterraines et de surface par le tritium. Pendant plusieurs années auparavant, du plutonium, du radium, du thorium, et les déchets tritiés de l'ensemble du parc électronucléaire français ont été stockés dans 6 cases d'un ouvrage dénommé TB2. Les fuites seraient dues à un débordement en surface du réseau de drainage profond en raison d'une pluviosité importante et de dysfonctionnements de la pompe de relevage.
En 1984, des ouvrages de stockage sont restaurés (tranchées en pleine terre et tranchées à parois bétonnées) et les colis repris et reconditionnés en améliorant leur confinement.
En 1991 débute la construction de la couverture du centre, destinée à protéger les colis des infiltrations d'eau.
En 1994 est reçu le dernier colis, puis le stockage est fermé par  l'Agence nationale pour la gestion des déchets radioactifs (ANDRA) afin de préparer le passage en phase de surveillance (prévue pour une durée de l'ordre de 300 ans).
En 2003, un décret autorise le passage du centre en phase de surveillance.

## Observations
En 1996, deux rapports officiels montrent que les études relatives à la sûreté du site sont positives. La commission d'évaluation du gouvernement estime toutefois que le site n'est pas banalisable à l’issue des 300 ans, et qu'il est nécessaire d'en garder la mémoire,,. Cela nécessite une inscription au cadastre, qui assure une information administrative et qui permet de limiter l’utilisation du sol.
Selon un ex-salarié du Centre, la gestion du site laisserait à désirer : 
« certains bidons défectueux et parfois stockés à même la terre devraient être reconditionnés, mais le projet a été abandonné en raison de son coût et de ses risques pour les travailleurs; les fûts sont protégés de la pluie par une couverture étanche qui commence déjà à se fissurer; les talus s'affaissent; les cours d'eau qui prennent leur source sur le site subissent des pollutions. ».
En 2006, le Réseau Sortir du nucléaire prétend aussi qu'il contiendrait plus de 100 kg de plutonium disséminé, 200 tonnes d'uranium, des produits chimiques et des métaux lourds,.
En 2013, une étude effectuée par l'Association pour le contrôle de la radioactivité dans l'Ouest et financée par le conseil général de la Manche et l'Autorité de sûreté nucléaire montre que les données de l'Andra seraient sous-évaluées. Toujours selon cette association, on retrouverait des actinides dans le lit du ruisseau de Sainte-Hélène.